# سنگسار در منطقه فولهام
سنگسار در منطقه فولهام (به انگلیسی: A Stoning in Fulham County) تله فیلمی است که در سال ۱۹۸۸ توسط لری الیکان کارگردانی شده‌است. داستان این تله فیلم، در محل خیالی فولهام، مکانی در کارولینای شمالی رخ می‌دهد. این تله فیلم بر اساس داستانی واقعی دربارهٔ قتل یک نوزاد آمیش توسط گروهی از نوجوانان بی‌پروا در سال ۱۹۷۹ در ایندیانا است.

## داستان
خانواده‌ای آمیش از یک دورهمی به خانه‌شان بازمی‌گردند. در این هنگام، گروهی از نوجوانان بی‌ملاحظه محلی، با یک وانت باربری قرمز رنگ از کنارشان می‌گذرند و به آنها توهین می‌کنند و خانواده آمیش را با سنگ می‌زنند. سنگی به نوزاد هفت‌ماهه این خانواده برخورد می‌کند و باعث می‌شود پدر خانواده، (ران پرلمن)، تلفن همسایه نزدیک‌شان را قرض بگیرد و آمبولانس خبر کند. نوزاد می‌میرد و دادستان منطقه، جیم سندلر (با بازی کن اولین) تصمیم می‌گیرد تا آن نوجوانان را تعقیب و دستگیر کند.
اما او زمانی که می‌فهمد خانواده آمیش پیرو احکام کتاب مقدس هستند و «با خشونت، مدارا می‌کنند» و همچنین اعتقاد دارند که «این خداوند است که (از گناهکاران) انتقام می‌گیرد» ناامید می‌شود. در نتیجه دادستان باید به‌دنبال راهی باشد و آن‌ها را متقاعد کند که دربارهٔ آنچه برای‌شان اتفاق افتاده‌است؛ صحبت کنند تا در آینده جامعه آمیش از مزاحمت و آزار و اذیت در امان بمانند.

## بازیگران
- ران پرلمن
- کن اولین
- جیل آیکن‌بری
- گرگ هنری
- نیکلاس پریور
- برد پیت